# 2005 في إيران
فيما يلي قوائم الأحداث التي وقعت خلال عام 2005 في إيران.

## أحداث
- 1 يناير – انتخابات إيران الرئاسية 2005

## سياسة

### تعيين في المنصب
- 3 أغسطس – محمود أحمدي نجاد رئيس الجمهورية الإسلامية الإيرانية.

### انتهاء فترة المنصب
- 3 أغسطس – محمد خاتمي رئيس الجمهورية الإسلامية الإيرانية.
- 24 أغسطس – عبد الواحد الموسوي اللاري وزارة الداخلية.
- 24 أغسطس – كمال خرازي قائمة وزراء خارجية إيران.

## أفلام
من الأفلام التي صدرت هذه السنة في إيران:
- 1 يناير – السلاحف تستطيع الطيران من إخراج باهمان غوبادي.

## كتب
من الكتب التي صدرت هذه السنة في إيران:
- 15 مارس – لا إله إلا الله من تأليف رضا أصلان.

## وفيات

### يناير
- 1 يناير – مرزية فريقي (مواليد 1958) مغنية إيرانية.
- 3 يناير – مصطفى موكري (مواليد 1921) لاعب كرة قدم إيراني.

### يونيو
- 24 يونيو – يديديا شوفط (مواليد 1908) حاخام إيراني.

### أكتوبر
- 24 أكتوبر – زين العابدين مؤتمن (مواليد 1914) روائي إيراني.

### نوفمبر
- 20 نوفمبر – منوتشهر آتشي (مواليد 1931) كاتب إيراني.
- 22 نوفمبر – قربان توراني (مواليد 1952) قس إيراني.